# Gorodéts
Gorodéts (del ruso: Городе́ц) es una ciudad de la óblast de Nizhni Nóvgorod, en Rusia, centro administrativo del raión homónimo.

## Geografía
La ciudad está Está situada en la orilla izquierda del Volga, a 48 km al noroeste de Nizhni Nóvgorody a 14 km al noreste de Zavolzhie (donde se encuentra la última estación del ramal electrificado de Nizhni Nóvgorod), el Embalse de Gorki y de la central hidroeléctrica de Nizhni Nóvgorod.

## Historia
Gorodéts era en sus inicios una fortaleza sobre el Volga, fundada en 1152 por el príncipe Yuri Dolgoruki, el fundador de Moscú. Fue la primera fortaleza rusa en la actual óblast de Nizhni Nóvgorod. Fue punto de partida para numerosas campañas de los príncipes de Vladímir y Súzdal contra los búlgaros del Volga.
En 1216, Yuri II de Vladímir fue destronado por su hermano y exiliado aquí. En 1239, la ciudad fue incendiada totalmente por el ejército mongol de Batu Kan. La tradición popular identifica Gorodéts con Maly Kítezh, una ciudad legendaria destruida por los mongoles.
En 1263, Alejandro Nevski murió en Gorodéts camino de Nóvgorod, volviendo de la Horda de Oro. Su hijo Andréi III hizo de la ciudad su residencia principal. En la Edad Media, nació aquí un célebre pintor de iconos, Prójor de Gorodéts. A mediados del siglo XIV, Gorodéts fue eclipsada por su vecina, Nizhni Nóvgorod, quedando como la tercera ciudad más grande del principado.
En diciembre de 1408 fue incendiado por Edigéi, después de lo cual desapareció del mapa político de Rusia, llamándose durante mucho tiempo Gorodéts Pustói, literalmente "Gorodéts la Vacía". En efecto, según ciertas crónicas, toda la población abandonó la ciudad para instalarse más abajo, en el emplazamiento de la actual ciudad de Balajná. 
En 1727 Gorodéts pasaría a formar parte de la Gobernación de Nizhni Nóvgorod, dentro del uyezd de Balajná. En el siglo XIX, Gorodéts se convertiría en un pueblo próspero, poblado por mercaderes viejos creyentes. Tenía reputación por sus artesanos decorativos, tanto en cuanto a los grabados como a la pintura sobre madera. Hacia 1875, Gorodéts era un importante centro de comercio de cereales y de los utensilios de cocina de madera.
En 1921, el centro administrativo del Uyezd de Balajná se trasladó a Gorodets, y el uyezd paso a denominarse por el nombre de su nueva capital. En 1922, Gorodéts recibe el estatus de ciudad y se convierte en el centro administrativo del uyezd de Gorodéts, que más tarde sería raión. Entre 1948 y 1959, fue construida la presa de la central hidroeléctrica de Gorki (hoy central hidroeléctrica de Nizhni Nóvgorod), situada a varios kilómetros río arriba de Gorodéts. En la orilla derecha del Volga se construyó una nueva ciudad industrial, Zavolzhie.
La ciudad, en el pasado, también era llamada Gorodéts-Radílov (del ruso: Городе́ц-Ради́лов), o simplemente Radílov.

## Demografía
| 1897  | 1926   | 1939   | 1959   | 1970   | 1979   | 1989   | 2002   | 2007   |
| ----- | ------ | ------ | ------ | ------ | ------ | ------ | ------ | ------ |
| 7 000 | 11 200 | 16 100 | 27 000 | 34 200 | 35 700 | 34 200 | 32 422 | 31 500 |

## Patrimonio
Los principales monumentos históricos de Gorodéts - la catedral de la Trinidad (1644), la iglesia de San Nicolás (1672) y el monasterio Fiódorovski, asociado un célebre icono del mismo nombre - fueron destruidos en la época soviética. La estructura superviviente más antigua de la ciudad es una simple iglesia, construida a principios del siglo XVIII, donde se encuentran los restos del más famoso soberano de la ciudad, Andréi III.

## Economía y transporte

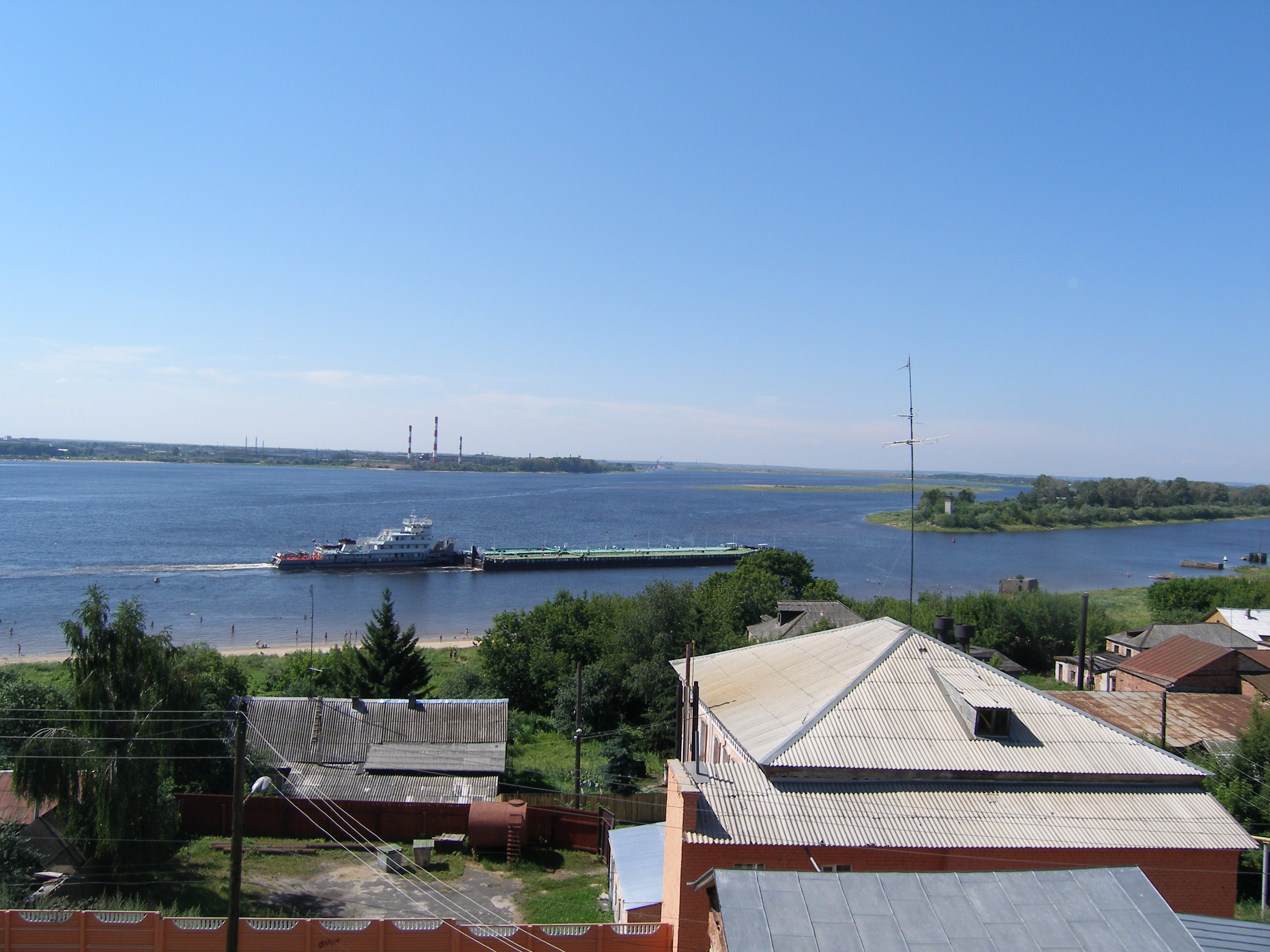
Vista sobre el Volga.

Gorodéts comparte la central hidroeléctrica de Nizhni Nóvgorod con la ciudad de Zavolzhie y posee un astillero naval. El artesanado local se especializa en el trabajo de la madera, los bordados, mientras que la fabricación de panes de especias se ha industrializado. Sus productos, elaborados en diferentes fábricas, son vendidos en las tiendas de souvenirs en todo el país.
La vía de ferrocarril electrificada que viene de Nizhni Nóvgorod, para en Zavolzhie. La carretera que pasa por la presa asegura el único enlace que atraviesa el Volga entre Nizhni Nóvgorod y Kíneshma.

## Cultura

### Símbolos
El escudo del pueblo, que también sirve de escudo del raión homónimo, fue aprobado por el Comité Ejecutivo del Concejo Municipal de Diputados Populares el 27 de junio de 1984. Su autor es el artista Nikolai Lobanov. La descripcion del mismo es la siguiente: 
"En un campo de gules con una punta de azur bordeada de argén, una barca de oro sobre una ola agitada. En la parte superior del escudo está el nombre de la ciudad en ruso, en letras de oro. En la punta hay números dorados por el año de la fundación de la ciudad: 1152"
El escudo de armas, su descripción y el Estatuto del Escudo de Armas han sido sometidos a un examen heráldico por el Consejo Estatal de Heráldica bajo el presidente de la Federación de Rusia y recibieron una recomendación de aprobación para su aprobación del Asesor de Heráldica Mikhail Yurievich Medvedev.
El escudo de armas, su descripción y el Estatuto del Escudo fueron sometidos a un control heráldico por el Consejo de Heráldica de la Presidencia de la Federación de Rusia y recibieron una recomendación de aprobación por parte del Asesor de Heráldica Mijaíl Yurievich Medvedev. El escudo, su descripción y el Reglamento sobre el escudo fueron aprobados por la Resolución de la Asamblea local del Raión de Gorodéts de la Óblast de Nizhni Nóvgorod Nro. 57/49 del 31 de agosto del año 2000.
El escudo local representa el papel histórica del pueblo como un puesto de avanzada de protección contra los ataques enemigos. Su simbolismo es el siguiente:
- El rojo simboliza el triunfo y la prosperidad de la ciudad
- El azul simboliza el vínculo inextricable entre el pueblo y el río Volga.
- La ola que agita el barco es una representación del Embalse de Gorki.
- El barco representa la industria local de construcción naval.

La bandera de Gorodéts fue aprobada por la asamblea local el 28 de agosto del 2007. Comparte diseño con el escudo local.

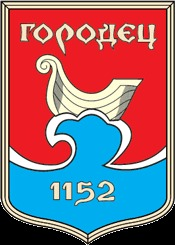
Primera version del escudo del pueblo en 1984.
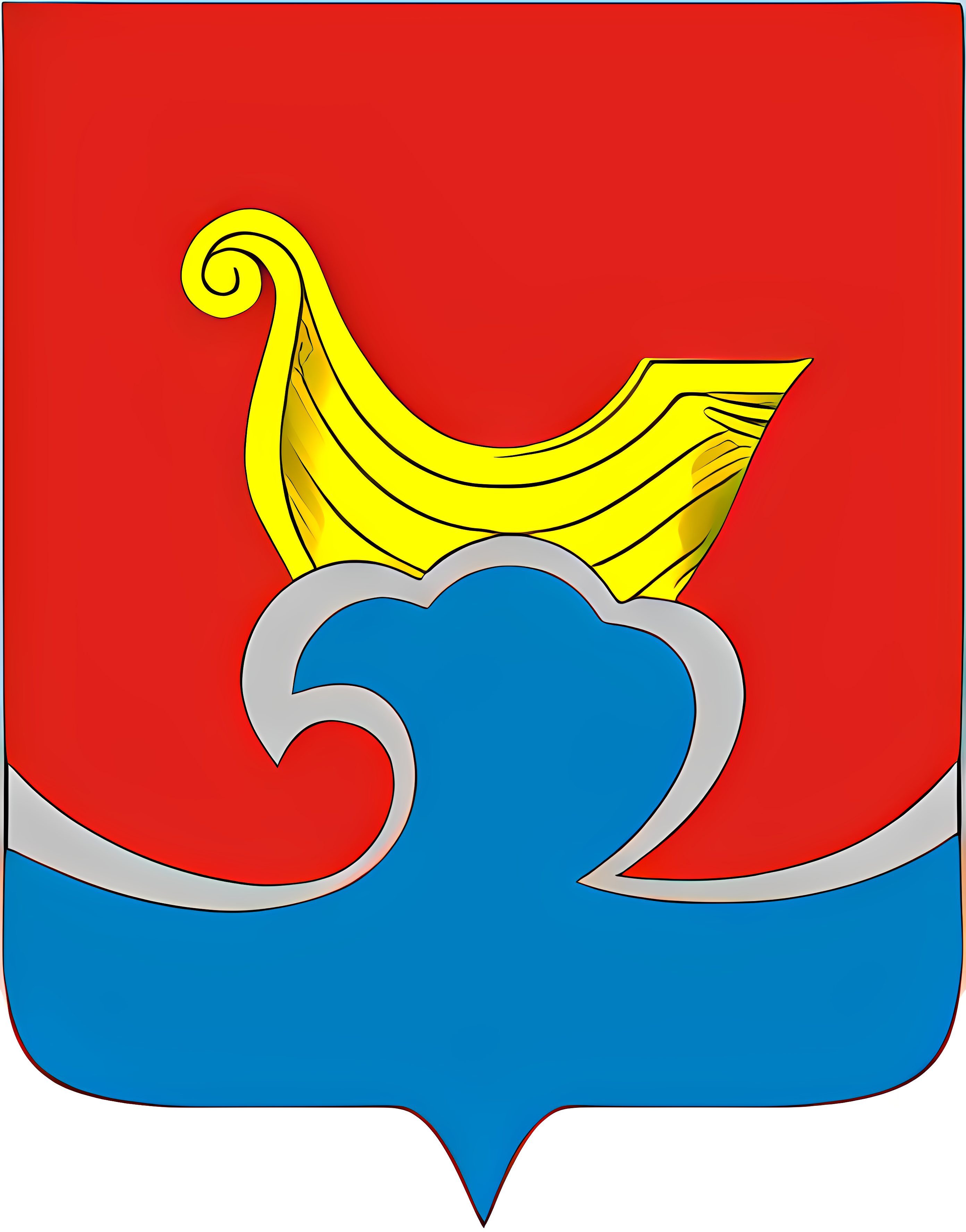
Version actual del escudo.
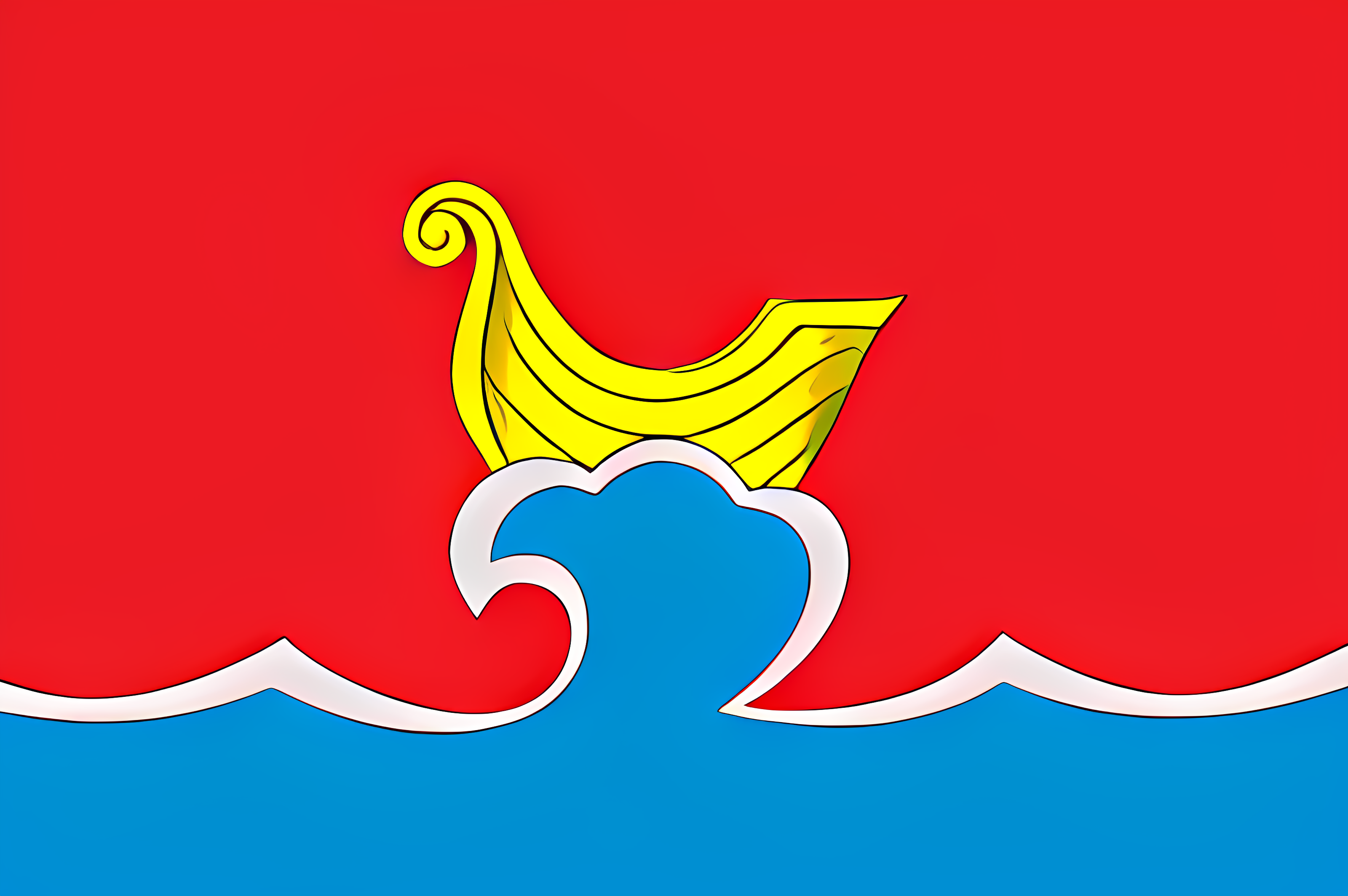
Bandera de la ciudad

### Prianik de Gorodéts
El Prianik gorodetsiense es una variedad regional de prianiki impreso ruso, horneado en el pueblo de Gorodéts y pueblos circundantes.
Se conoce desde al menos la segunda mitad del siglo XVIII. En los siglos XVIII y XIX, Gorodéts era el centro de producción de prianiki más grande de la gobernación de Nizhni Nóvgorod. El comercio de estos era llevado a cabo principalmente por las familias locales de Viejos Creyentes (Bakharevs, Lemekhovs, Belyayevs, etc.).
Los prianiki de Gorodéts eran de varios tamaños, a menudo muy impresionantes: Vladímir Dal señala que podían pesar hasta un pud (16,38 kilogramos). Los fabricantes de prianiki de Gorodéts los vendían en la Feria de Nizhni Nóvgorod. 
Gorodéts también fue un centro de tallado en madera, donde se fabricaron las llamadas "tablas de prianiki" para la producción de prianiki y se entregaron a otras ciudades donde existía producción de prianiki impreso.
Se reanudó la producción industrial de prianiki bajo esta nomenclatura, que se había extinguido durante la era soviética, en julio de 2008, cuando se inauguró un museo del pan de jengibre en Gorodéts (en el número 2 de la calle Lenin).
El prianik moderno, a diferencia del prianik de Tula, está glaseado tanto desde arriba como desde abajo.

### Religión
Históricamente, Gorodéts fue un centro de los Viejos Creyentes en el Imperio Ruso. Los cristianos ortodoxos vivían pacíficamente aquí junto a los viejos creyentes. Durante la era soviética, las iglesias de todas las religiones en la ciudad de Gorodéts fueron cerradas, y algunas de ellas fueron completamente destruidas. En la década de 1990, comenzó la restauración de iglesias. Hoy en día las iglesias ortodoxas presentes en la ciudad son las: San Miguel Arcángel (construida en 1712), Spassky (construida en 1752), Pokrovsky (construida en 1824), la Iglesia de los Viejos Creyentes (Viejos Ortodoxos) de la Dormición de la Madre de Dios, y la Iglesia de Edinoverie de la Exaltación de la Santa Cruz está siendo restaurada. En 2009, el Patriarca Cirilo de Moscú consagró el restaurado Monasterio de Fiódorovski de Gorodéts.

## En numismática

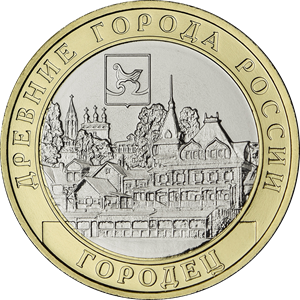
En la parte superior se puede leer en ruso "Древние города России" (Ciudades antiguas de Rusia) mientras que en la parte inferior se puede leer "Городец" (Gorodéts).

El 2 de agosto de 2022, el Banco de Rusia emitió una moneda conmemorativa de metal base con un valor de 10 rublos estampada con las palabras "Gorodéts, Región de Nizhni Nóvgorod" de la serie "Ciudades antiguas de Rusia".